# Idlewild (Album)
Idlewild ist das sechste Musikalbum der US-Rapgruppe OutKast. Es begleitet den gleichnamigen Film Idlewild von Bryan Barber, in dem das Duo die Hauptrollen spielt, als Soundtrack, ist aber gleichzeitig auch als eigenständiges Album zu betrachten.

## Über das Album
Ursprünglich sollte Idlewild bereits im November 2005 erscheinen, allerdings wurde der Veröffentlichungstermin mehrmals verschoben, da einige Songs erst nach Beendigung der Dreharbeiten vom Film Idlewild entstanden.
Die Musikgenres auf Idlewild reichen von Dirty South („Hollywood Divorce“) über R’n’B („Peaches“, „In Your Dreams“), Soul („Mutron Angel“, „Dyin' to Live“), Swing („When I Look in Your Eyes“), Jazz („Makes No Sense At All“) und Blues („Idlewild Blue“) bis hin zu Psychedelic Rock („A Bad Note“). Einige der Songs enthalten Teile von Dialogen aus dem Film. André 3000 und Big Boi sind als Duo lediglich auf drei der Songs zu hören, die meisten Songs entstanden in separater Produktion.

## Singles
Obwohl nur als Single zum Download veröffentlicht, wurde der Song Mighty „O“ zur erfolgreichsten Single des Albums, mit lediglich Platz 77 in den Billboard Hot 100. Offiziell wurde dann Morris Brown als erste Single veröffentlicht, im Internet zeitgleich mit Idlewild Blue (Don’tchu Worry ’Bout Me). Die Single stieg mit Platz 95 gerade so in die Billboard-Charts ein. In den britischen Charts erreichte die Single Platz 43, in der Schweizer Hitparade Platz 57 und in den deutschen Singlecharts Platz 98. Idlewild Blue, die dritte Single, konnte sich in den USA auf Rang 100 noch platzieren, in England reichte es für Platz 55. Die vierte und fünfte Single, Hollywood Divorce und The Train wurden lediglich als Schallplatten für US- und UK-Clubs veröffentlicht.
Mighty „O“ und Idlewild Blue (Don’tchu Worry ’Bout Me) wurden 2007 in den Kategorien Best Rap Performance By Duo or Group bzw. Best Urban/Alternative Performance für einen Grammy nominiert.

## Titelliste
Die mit * gekennzeichneten Songs bzw. Interludes sind auch im Film zu hören.
| #  | Titel                                   | Produzent(en)                                                               | Performer                           |
| -- | --------------------------------------- | --------------------------------------------------------------------------- | ----------------------------------- |
| 1  | Intro                                   |                                                                             |                                     |
| 2  | Mighty „O“                              | Organized Noize                                                             | OutKast                             |
| 3  | Peaches                                 | Organized Noize                                                             | Big Boi, Sleepy Brown, Scar         |
| 4  | Idlewild Blue (Don'tchu Worry 'Bout Me) | André 3000                                                                  | André 3000                          |
| 5  | Infatuation (Interlude)                 |                                                                             |                                     |
| 6  | N2U                                     | Organized Noize                                                             | Big Boi, Khujo Goodie               |
| 7  | Morris Brown*                           | André 3000                                                                  | Big Boi, Scar, Sleepy Brown         |
| 8  | Chronomentrophobia*                     | André 3000                                                                  | André 3000                          |
| 9  | The Train                               | Big Boi                                                                     | Big Boi, Sleepy Brown, Scar         |
| 10 | Life is Like a Musical                  | André 3000                                                                  | André 3000                          |
| 11 | No Bootleg DVDs                         |                                                                             |                                     |
| 12 | Hollywood Divorce                       | André 3000                                                                  | OutKast, Lil Wayne, Snoop Dogg      |
| 13 | Zora (Interlude)*                       |                                                                             |                                     |
| 14 | Call the Law                            | N8 „Rocket“ Wonder; Co-Produzenten: Chuck Lightning, Big Boi, Janelle Monaé | Big Boi, Janelle Monaé              |
| 15 | Bamboo & Cross (Interlude)              |                                                                             |                                     |
| 16 | Buggface                                | Slim Jim, Mr. DJ                                                            | Big Boi                             |
| 17 | Makes No Sense At All*                  | André 3000                                                                  | André 3000                          |
| 18 | In Your Dreams                          | Organized Noize                                                             | Big Boi, Killer Mike, Janelle Monaé |
| 19 | PJ & Rooster*                           | André 3000                                                                  | OutKast                             |
| 20 | Mutron Angel*                           | Whild Peach Productions                                                     | Whild Peach                         |
| 21 | Greatest Show on Earth*                 | André 3000                                                                  | Macy Gray, André 3000               |
| 22 | You’re Beautiful (Interlude)*           |                                                                             |                                     |
| 23 | When I Look in Your Eyes*               | Kevin Kenrick                                                               | André 3000                          |
| 24 | Dyin' to Live                           | André 3000                                                                  | André 3000                          |
| 25 | A Bad Note                              | André 3000 alias Johnny Vulture                                             | *Instrumental*                      |

## Rezeption

### Erfolge
Idlewild war mit Platz 2 der Billboard Charts und zwei Platin-Auszeichnungen in den USA ähnlich erfolgreich wie ATLiens und Aquemini, konnte an die Erfolge von Stankonia und Speakerboxxx/The Love Below jedoch nicht anknüpfen. In Deutschland erreichte es Rang 33, in der Schweiz war es mit Rang 4 der erfolgreichste Langspieler von OutKast, platzierte sich allerdings nur sechs Wochen in den Charts.

### Kritiken
Das Album wurde allgemein positiver kritisiert als Idlewild, der Film. Das E-Zine laut.de etwa lobt die enorme Palette an Musikstilen und gab dem Album 4 von 5 Punkten, meint aber auch, dass „Hip-Hop-Puristen“ sich an Idlewild die „Zähne ausbeißen“ würden.
Die US-Zeitschrift Rolling Stone meint, OutKast wären durch den enormen Erfolg von Speakerboxxx/The Love Below dazu genötigt gewesen, ein weiteres Album als Duo zu veröffentlichen, anstatt Solokarrieren nachzugehen. Sie vergleicht Idlewild mit Fleetwood Macs Tusk und Parade von Prince, das ein ähnliches Konzept wie Idlewild hat. Beides waren ebenfalls kommerziell riskante Nachfolger eines enorm erfolgreichen Albums. Die Zeitschrift gab dem Album 4 von 5 Punkten:

„(…) the OutKast group identity might be over, but together they turn their run-of-the-mill superstar alienation into the deeply eccentric richness of Idlewild.“

Laut dem All Music Guide kann das Album dem Vergleich mit früheren Werken OutKasts nicht standhalten, weshalb es lediglich 2,5 von 5 Punkten erhielt. Zudem wird die Seltenheit von André 3000s Raps und die zunehmende Präsenz seiner Gesangseinlagen bemängelt.